# Parapercis kamoharai
Parapercis kamoharai är en fiskart som beskrevs av Schultz, 1966. Parapercis kamoharai ingår i släktet Parapercis och familjen Pinguipedidae. Inga underarter finns listade i Catalogue of Life.